# Big the Cat
Big the Cat (Japans: ビッグ・ザ・キャット, Biggu za Kyatto) is een personage gecreëerd door Yasushi Yamaguchi en voorkomend in de Sonic the Hedgehog computerspelreeks en de hierna gevolgde franchise rond het spel.
Big the Cat kwam een eerste maal voor in 1998 in het eerste 3D-spel, Sonic Adventure, een spel voor Sega Dreamcast.
Het is een paars-witte, dikke kat met gele ogen en lange oren. Big is gezapig, wat zich ook uit in zijn stem, die in de oorspronkelijke versie wordt ingesproken door Takashi Nagasako. Hij is sterk maar zachtmoedig, een beetje traag, en leeft een rustig vredevol leven in de jungle met zijn beste vriend Froggy. Hij houdt ervan te gaan vissen. Hij was ook een bespeelbaar personage in Sonic Shuffle uit 2000 en in Sonic Heroes uit 2003. Daar was hij de krachtpatser van Team Rose.
In Sonic Chronicles: The Dark Brotherhood uit 2008 is hij een van de belangrijke bespeelbare personages. Met Big the Cat kon ook geracet worden in Sonic & Sega All-Stars Racing uit 2010. Een kleine rol in Sonic Colours uit 2010 volgde, net als in de Nintendo 3DS-versie van Mario & Sonic op de Olympische Spelen: Londen 2012 uit 2012.